# Castell de l'Areny
Castell de l'Areny és un municipi de la comarca del Berguedà.
En el seu terme hi ha les restes de l'antic poble de Sant Romà de la Clusa.
El nom prové d'un antropònim germànic: estan documentades expressions com Castellum Athalasindi, és a dir, castell (en llatí) d'Athalasind. El nom de persona Athalasind va evolucionar en català a Alareny (la terminació germànica -sind dona, en català, -reny o -rén). A partir de Castell d'Alareny s'interpretaria com a Castell de l'Areny.

## Geografia
- Llista de topònims de Castell de l'Areny (Orografia: muntanyes, serres, collades, indrets..; hidrografia: rius, fonts...; edificis: cases, masies, esglésies, etc).

## Demografia
| 1497 f | 1515 f | 1553 f | 1717 | 1787 | 1857 | 1877 | 1887 | 1900 | 1910 |
| ------ | ------ | ------ | ---- | ---- | ---- | ---- | ---- | ---- | ---- |
| 10     | 10     | 12     | 138  | 389  | 612  | 358  | 271  | 249  | 253  |

| 1920 | 1930 | 1940 | 1950 | 1960 | 1970 | 1981 | 1990 | 1992 | 1994 |
| ---- | ---- | ---- | ---- | ---- | ---- | ---- | ---- | ---- | ---- |
| 256  | 292  | 243  | 182  | 105  | 63   | 46   | 61   | 41   | 41   |

| 1996 | 1998 | 2000 | 2002 | 2004 | 2006 | 2008 | 2010 | 2012 | 2014 |
| ---- | ---- | ---- | ---- | ---- | ---- | ---- | ---- | ---- | ---- |
| 52   | 48   | 48   | 61   | 65   | 68   | 78   | 75   | 73   | 75   |

| 2016 | 2018 | 2020 | 2022 | 2024 | 2026 | 2028 | 2030 | 2032 | 2034 |
| ---- | ---- | ---- | ---- | ---- | ---- | ---- | ---- | ---- | ---- |
| 69   | 72   | 67   | 69   | 69   | -    | -    | -    | -    | -    |